# Ameridelfs
Els ameridelfs (Ameridelphia) són el superordre que inclou tots els metateris americans tret de Dromiciops. Conté dos ordres:
- Ordre Didelphimorphia (88 espècies)
  - Família Didelphidae: opòssums
- Ordre Paucituberculata (6 espècies)
  - Família Caenolestidae: opòssums rata